# Apple Wallet
Apple Wallet (dříve Apple Passbook) je mobilní peněženka, součást operačního systému iOS a watchOS, která uživatelům umožňuje ukládat kompatibilní kupony, palubní vstupenky, studentské průkazy, řidičské průkazy, vstupenky na akce, lístky do kina, jízdenky na veřejnou dopravu, karty do obchodů a od iOS 8 také kreditní karty, debetní karty, předplacené karty a věrnostní karty prostřednictvím služby Apple Pay. Vyvinula ji společnost Apple a byla představena na konferenci Worldwide Developers Conference (WWDC) 11. června 2012. Aplikace se poprvé byla spuštěna v systému iOS 6 19. září 2012. Apple Wallet je také hlavním rozhraním Apple Card, služby kreditních karet společnosti Apple, která byla ve Spojených státech vydána 20. srpna 2019.

## Historie
Apple Passbook byl oznámen 11. června 2012 na konferenci WWDC 2012. Tento název zůstal názvem aplikace po dobu 3 let, 3 měsíců a 5 dní až do vydání iOS 9 16. září 2015, ačkoli 8. června 2015 byla na akci WWDC 2015 oznámena změna názvu na Apple Wallet.

## Funkce
Apple Wallet zobrazuje kódy jako Aztécké kódy, PDF417 a QR kódy a od systému iOS 9 také Čárové kódy. Při prvním spuštění aplikace Apple Wallt se zobrazí krátká úvodní obrazovka s tlačítkem, které uživatele vyzývá k procházení aplikací v App Store s integrací Apple Wallet. Lístky a kupony lze také distribuovat online přes Safari, poslat uživateli e-mailem nebo naskenovat pomocí vestavěného skeneru v aplikaci Apple Wallet.
Lístky a kupony jsou synchronizovány mezi zařízeními se systémem iOS pomocí iCloudu a systém OS X 10.8.2 a novější podporuje také otevírání lístků a kuponů zaslaných do zařízení uživatelů iOS. Přestože je aplikace dostupná v systému iOS 6 nebo novějším, je k dispozici pouze v zařízeních iPhone, iPod Touch a nikoliv v zařízeních iPad.
Několik vývojářů třetích stran vytvořilo podobné aplikace pro jiné operační systémy, například Pass2U Wallet nebo PassWallet pro Android a BlackBerry, které podporují import a prohlížení karet, pasů, vstupenek z peněženky. Systém Windows Phone 8.1 také podporuje formát karet, pasů, vstupenek společnosti Apple, ačkoli dynamické aktualizace nejsou podporovány. Někteří vydavatelé karet, průkazů, jízdenek také podporují prohlížení karet, průkazů, jízdenek v libovolném prohlížeči.

## Ekosystém

Značka, umožňující přidání do "Peněženky"

Karty, pasy, vstupenky existují ve větším ekosystému, protože karty, pasy, vstupenky jsou vytvářeny jako balíček. Balíček je šablona průkazu, která je vytvořena pomocí podpisu karty, průkazu,  vstupenky spolu s příslušnými daty a soukromým klíčem. Karty, pasy, tickety lze kdykoli aktualizovat pomocí rozhraní PassKit API a aplikace iOS může přímo komunikovat s kartami, pasy, tickety uloženými v aplikaci Wallet.
Karty, pasy, tickety se zobrazují a spravují prostřednictvím aplikace Wallet. Systémy a aplikace komunikují s kartami prostřednictvím rozhraní PassKit API.
V nejjednodušší podobě interakci (nebo transakci) mezi kartami, pasy, tickety a systémem usnadňuje dvourozměrný čárový kód nebo moderní QR kód, ačkoli to vyžaduje, aby zákazník tuto činnost inicioval.

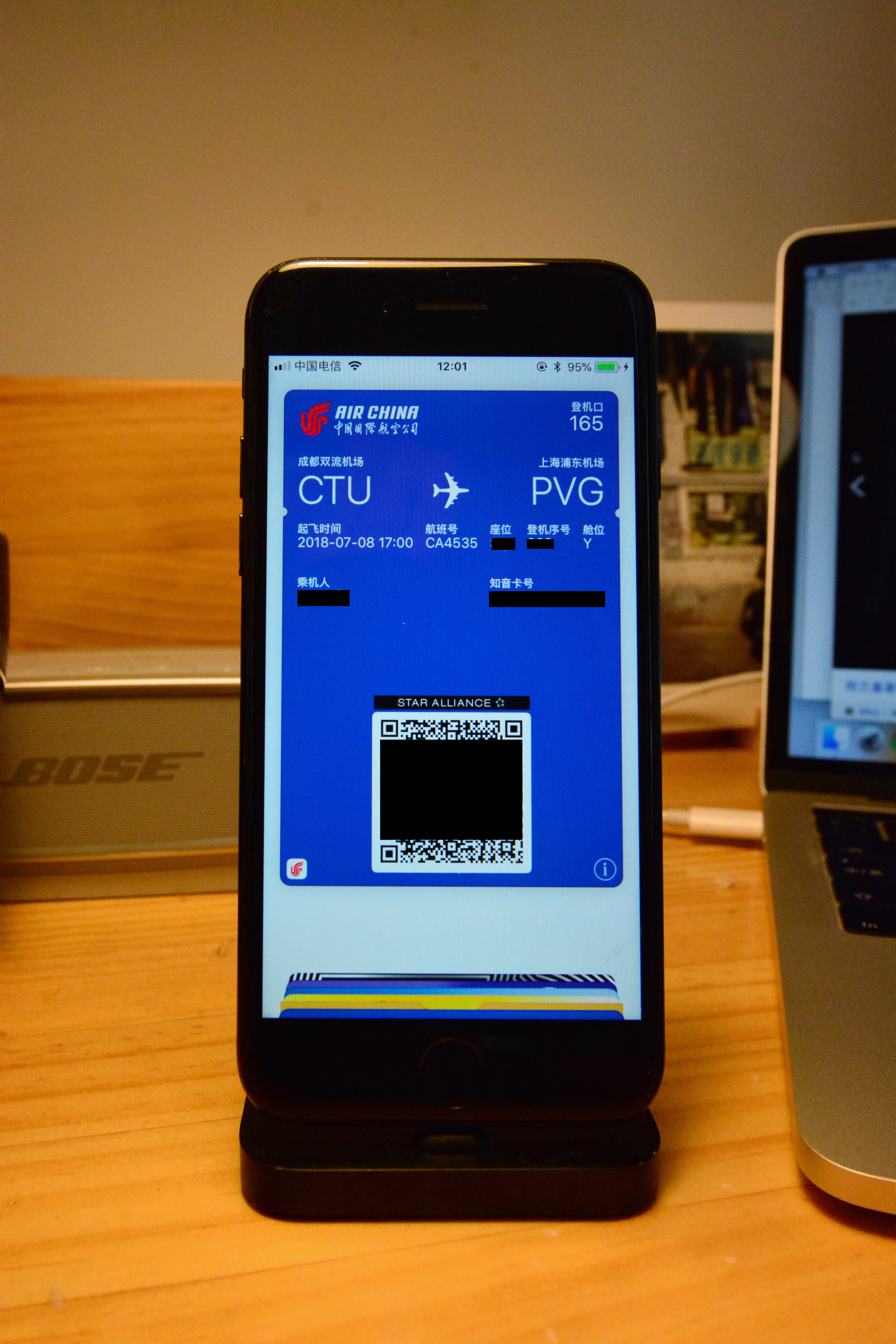
Elektronická palubní vstupenka letu Air China zobrazená v "Peněžence" na iPhone 7

Koncem roku 2014 se v maloobchodních prodejnách ve Spojených státech začaly objevovat první známé implementace bezdrátového geofencingu iBeacon. Řešení iBeacon umožňovala prodejcům vysílat nechtěnou zprávu o uzamčení obrazovky do chytrých telefonů v dosahu Bluetooth.
V roce 2015 umožnila společnost Apple použít věrnostní kartu v aplikaci Wallet k terminálu v místě prodeje prostřednictvím technologie NFC. Společnost Walgreens tuto funkci poprvé použila pro svůj věrnostní program Balance Rewards; zákazníci mohou přidat svou kartu do aplikace Wallet prostřednictvím mobilních aplikací Walgreens nebo Duane Reade a po výzvě k použití odměnové karty přiložit telefon k terminálu.